# Reformierte Kirche Safien Platz

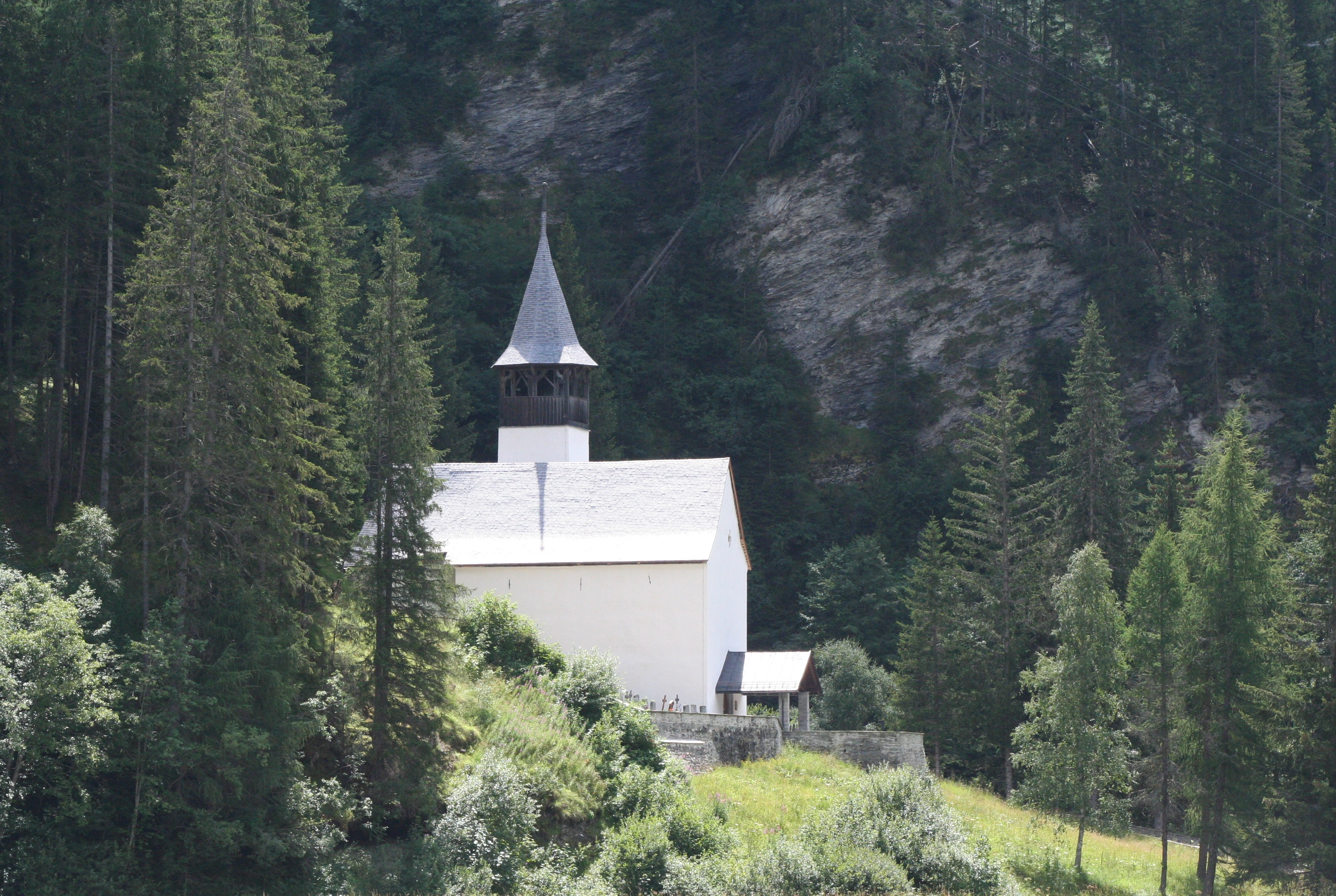
Aussenansicht der Kirche

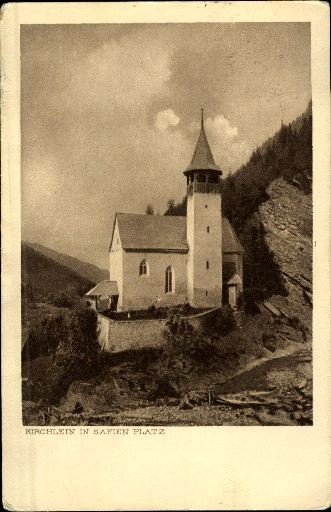
Die Kirche auf einer Fotografie von 1923

Die reformierte Kirche in Safien Platz im Schweizer Kanton Graubünden ist ein denkmalgeschütztes evangelisch-reformiertes Gotteshaus unmittelbar vor dem Eingang zur Carnusaschlucht.

## Geschichte und Ausstattung
Erstmals wird eine Kirche in Safien im Jahr 1448 erwähnt. Die heutige Kirche ist ein spätgotischer Neubau aus dem Jahr 1510 von Steinmetz Andreas Bühler unter dem Patrozinium von Johannes dem Täufer. Auftraggeberin war Clara von Reitnau, Äbtissin von Cazis. In den Jahren 1768, 1886 und 1958 wurde die Kirche jeweils einer Renovierung unterzogen.
Das spätgotische Bauwerk besteht aus dem Kirchenschiff, dem Chor mit polygonalem Abschluss sowie dem an die Südseite des Gebäudes anschliessenden Kirchturm, der im unteren Teil eine romanische Vorgängerkirche mit rechteckigem Chor bezeugt.
Im Kircheninneren sind Chor und Kirchenschiff mit Stern- und Rautengewölbe überspannt. In beiden Raumteilen sorgen Masswerkfenster für natürliches Licht. Im hinteren Teil des Kirchenschiffs ist eine Empore eingebaut. Ein vorreformatorischer Taufstein von 1510 im Chor ist das zentrale Ausstattungsstück.
Die Orgel im vorderen Bereich des Kirchenschiffs wurde 1962 von der Manufaktur Metzler Orgelbau eingebaut. Sie verfügt über neun Register auf einem Manual und Pedal. In den Jahren 1987 und 2003 nahm die Orgelbau Felsberg jeweils eine Revision vor.
Glocken
Im Turm hängt ein Glockengeläut aus zwei historischen und einer neueren Glocke:
| Glocke | Gussjahr | Gießer                              | Gewicht | Durchmesser | Schlagton |
| ------ | -------- | ----------------------------------- | ------- | ----------- | --------- |
| 1      | 1658     | Theodosius und Peter Ernst (Lindau) | 520 kg  | 95 cm       | as¹       |
| 2      | 1957     | H. Rüetschi (Aarau)                 | 205 kg  | 73 cm       | des²      |
| 3      | 1360     | unbekannt                           | 150 kg  | 63 cm       | f²        |

Zwist um die grosse Glocke

1658 nach Ende der Bündner Wirren erhielt die Kirche eine neue Glocke, gegossen von Theodosius Ernst in Lindau. Diese hatte jedoch einen Gussfehler. Die Safier hängten sie gleichwohl in den Turm, waren aber nicht bereit zu zahlen. Nachdem Ernst gedroht hatte, beim Landgericht in Thusis Klage einzureichen, gaben die Safier nach und entrichteten ihm den Lohn.

## Kirchliche Organisation
Safien Platz stand in Pastorationsgemeinschaft mit den anderen Dörfern des Safientals sowie mit Versam und Valendas, bis diese Kirchgemeinden zum 1. Januar 2013 fusionierten. Die neue Kirchgemeinde Safiental gehörte innerhalb der evangelisch-reformierten Landeskirche Graubünden zum Kolloquium I Ob dem Wald. Durch die Aufhebung der Kolloquien 2020 wurde neu die Kirchenregion Surselva gegründet, welcher die Kirchgemeinde Safiental angehört.